# Paavo Heininen

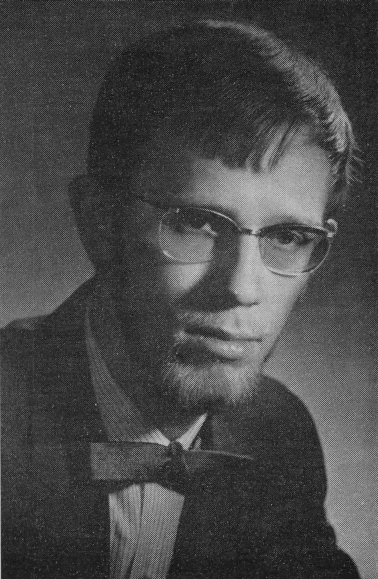
Paavo Heininen en 1960.

Paavo Johannes Heininen (Helsinki, 13 de enero de 1938 - Järvenpää, 18 de enero de 2022) fue un compositor y ensayista finlandés, uno de los más importantes de la actualidad. Tiene un gran número de composiciones, entre las que destaca la música de cámara, la música vocal y trabajos para piano y orquesta.

## Trayectoria musical
Durante los años 1980 compuso dos óperasː El cuchillo (1985-88) y la Damask Drum (1981-83). También ha dirigido la Academia Sybelius (véase Jan Sibelius) de Helsinki, desde donde ha dado paso a gran número de nuevos autores.

## Influencias y expermientación
Fue influenciado por el modernismo, al que ha contribuido añadiendo nuevos elementos de su propia invención y abierto a cualquier otro tipo de influencias.
A mediado de los años 1970 comenzó a explorar la música electrónica; algunas de sus composiciones de esta época son Maiandros (1977) y la obra orquestal Dia (1979). Durante los años 1990 se interesó por el jazz (Wolfstock and Bookends, 1996-97).

Produjo trabajos instrumentales de gran calidad, entre ellos Discantus I, para flauta alta (1965) y la Poesía esquilante e incandescente - Sonata per pianoforte (1974).
La reconstrucción de trabajos de Aarre Merikanto, su profesor, fue un capítulo importante del quehacer de Heininen.